# Lawrence Agyekum
Lawrence Agyekum (23 novembre 2003) è un calciatore ghanese, centrocampista del Cercle Bruges in prestito dal Salisburgo.

## Carriera

### Club
È cresciuto nel settore giovanile del WAFA, dove dal 2019 al 2022 ha giocato 41 incontri e realizzato 5 reti nella massima divisione del Paese.
Il 7 febbraio 2022 è stato acquistato dal Salisburgo ed assegnato alla squadra riserve del Liefering, militante in seconda divisione.
Ha fatto il suo esordio ufficiale con il club della Red Bull l'8 ottobre 2022 nell'incontro di Bundesliga vinto 3-2 contro l'Altach. Il 4 luglio 2024 è passato in prestito per una stagione al Cercle Bruges, club della prima divisione belga, con cui nel corso della stagione ha giocato 4 partite nei turni preliminari di Europa League, una partita nei turni preliminari di Conference League e 4 partite nella fase campionato di questa stessa competizione.
Il 4 luglio 2024 viene ceduto in prestito al Cercle Bruges.

### Nazionale
Il 21 marzo 2025 esordisce con il Ghana nel successo per 5-0 contro il Ciad. Il 31 maggio successivo segna la sua prima rete in nazionale, alla seconda presenza, nella vittoria per 4-0 contro Trinidad e Tobago.

## Statistiche

### Presenze e reti nei club
Statistiche aggiornate al 7 febbraio 2025.
| Stagione         | Squadra          | Campionato       | Campionato | Campionato | Coppe nazionali | Coppe nazionali | Coppe nazionali | Coppe continentali | Coppe continentali | Coppe continentali | Altre coppe | Altre coppe | Altre coppe | Totale | Totale | Totale |
| Stagione         | Squadra          | Comp             | Pres       | Reti       | Comp            | Pres            | Reti            | Comp               | Pres               | Reti               | Comp        | Pres        | Reti        | Pres   | Reti   |        |
| ---------------- | ---------------- | ---------------- | ---------- | ---------- | --------------- | --------------- | --------------- | ------------------ | ------------------ | ------------------ | ----------- | ----------- | ----------- | ------ | ------ | ------ |
| 2019-2020        | WAFA             | PL               | 5          | 0          | CG              | 0               | 0               | -                  | -                  | -                  | -           | -           | -           | 5      | 0      |        |
| 2020-2021        | WAFA             | PL               | 27         | 4          | CG              | 0               | 0               | -                  | -                  | -                  | -           | -           | -           | 27     | 4      |        |
| 2021-gen. 2022   | WAFA             | PL               | 9          | 1          | CG              | 0               | 0               | -                  | -                  | -                  | -           | -           | -           | 9      | 1      |        |
| Totale WAFA      | Totale WAFA      | Totale WAFA      | 41         | 5          |                 | -               | -               |                    | -                  | -                  |             | -           | -           | 41     | 5      |        |
| gen.-giu. 2022   | Liefering        | 2L               | 13         | 1          | -               | -               | -               | -                  | -                  | -                  | -           | -           | -           | 13     | 1      |        |
| 2022-2023        | Liefering        | 2L               | 22         | 1          | -               | -               | -               | -                  | -                  | -                  | -           | -           | -           | 22     | 1      |        |
| 2023-2024        | Liefering        | 2L               | 14         | 1          | -               | -               | -               | -                  | -                  | -                  | -           | -           | -           | 14     | 1      |        |
| Totale Liefering | Totale Liefering | Totale Liefering | 49         | 3          |                 | -               | -               |                    | -                  | -                  |             | -           | -           | 49     | 3      |        |
| 2022-2023        | Salisburgo       | BL               | 3          | 0          | CA              | 1               | 0               | UEL                | 0                  | 0                  | -           | -           | -           | 4      | 0      |        |
| 2024-2025        | Cercle Bruges    | D1               | 22         | 0          | CB              | 1               | 0               | UEL+UECL           | 4+5                | 0                  | -           | -           | -           | 32     | 0      |        |
| Totale carriera  | Totale carriera  | Totale carriera  | 115        | 8          |                 | 2               | 0               |                    | 9                  | 0                  |             | -           | -           | 126    | 8      |        |

### Cronologia presenze e reti in nazionale
| Cronologia completa delle presenze e delle reti in nazionale ― Ghana | Cronologia completa delle presenze e delle reti in nazionale ― Ghana | Cronologia completa delle presenze e delle reti in nazionale ― Ghana | Cronologia completa delle presenze e delle reti in nazionale ― Ghana | Cronologia completa delle presenze e delle reti in nazionale ― Ghana | Cronologia completa delle presenze e delle reti in nazionale ― Ghana | Cronologia completa delle presenze e delle reti in nazionale ― Ghana | Cronologia completa delle presenze e delle reti in nazionale ― Ghana |
| Data                                                                 | Città                                                                | In casa                                                              | Risultato                                                            | Ospiti                                                               | Competizione                                                         | Reti                                                                 | Note                                                                 |
| -------------------------------------------------------------------- | -------------------------------------------------------------------- | -------------------------------------------------------------------- | -------------------------------------------------------------------- | -------------------------------------------------------------------- | -------------------------------------------------------------------- | -------------------------------------------------------------------- | -------------------------------------------------------------------- |
| 21-3-2025                                                            | Accra                                                                | Ghana                                                                | 5 – 0                                                                | Ciad                                                                 | Qual. Mondiali 2026                                                  | -                                                                    | 83’                                                                  |
| 31-5-2025                                                            | Brentford                                                            | Trinidad e Tobago                                                    | 0 – 4                                                                | Ghana                                                                | Amichevole                                                           | 1                                                                    | 60’                                                                  |
| Totale                                                               |                                                                      | Presenze                                                             | 2                                                                    |                                                                      | Reti                                                                 | 1                                                                    |                                                                      |

## Palmarès

### Club

#### Competizioni nazionali
- Campionato austriaco: 1

Salisburgo: 2022-2023